# Avenue des Champs-Élysées
Aleja Pól Elizejskich (fr. Avenue des Champs-Élysées), znana potocznie jako Pola Elizejskie (fr. les Champs Élysées) – reprezentacyjna aleja VIII dzielnicy Paryża, rozciągająca się w północno-zachodniej części śródmiejskiej miasta, łącząca plac Zgody z placem Charles-de-Gaulle, na którym znajduje się Łuk Triumfalny.
Pola Elizejskie o długości 1910 metrów, wraz z licznymi teatrami, restauracjami, kinami i ekskluzywnymi sklepami, są miejscem często odwiedzanym przez turystów. W pobliżu znajduje się Pałac Elizejski z ogrodem. W grudniu 2023 roku blisko pół tysiąca drzew rosnących wzdłuż tej sławnej paryskiej alei przeobrażono w gigantyczne kieliszki z szampanem, dzięki świetlnym diodom w kolorze tego trunku.

## Historia
Na miejscu obecnych Pól Elizejskich do roku 1616 były pola uprawne, przez które Maria Medycejska poprowadziła drogę wysadzaną drzewami. W roku 1640 drogę tę przedłużono z Luwru do Ogrodu Tuileries, a w roku 1724 do Placu Gwiazdy.
W XVIII wieku aleja stała się modnym deptakiem spacerowym i miejscem spotkań arystokracji. Maria Antonina chodziła na przechadzki po tej alei z przyjaciółmi i brała lekcje muzyki w Hotelu Crillon. Pola Elizejskie zostały wchłonięte przez aglomerację Paryską dopiero w roku 1828. Aleja została zaopatrzona w tym czasie w chodniki, oświetlenie gazowe i fontanny. Później aleja była wielokrotnie przebudowywana. Ostatniej większej przebudowy dokonano w 1993 roku, kiedy to poszerzono chodniki.
Co roku, 14 lipca, podczas Święta Narodowego Francji, wzdłuż alei odbywa się defilada wojskowa, którą odbiera prezydent Francji. Aleja jest często wyłączana z ruchu, gdyż odbywają się na niej liczne wystawy i imprezy, szczególnie w okresie letnim. Począwszy od 1975 roku na alei kończy się finałowy etap Tour de France, po którym odbywa się ceremonia wręczenia nagród.

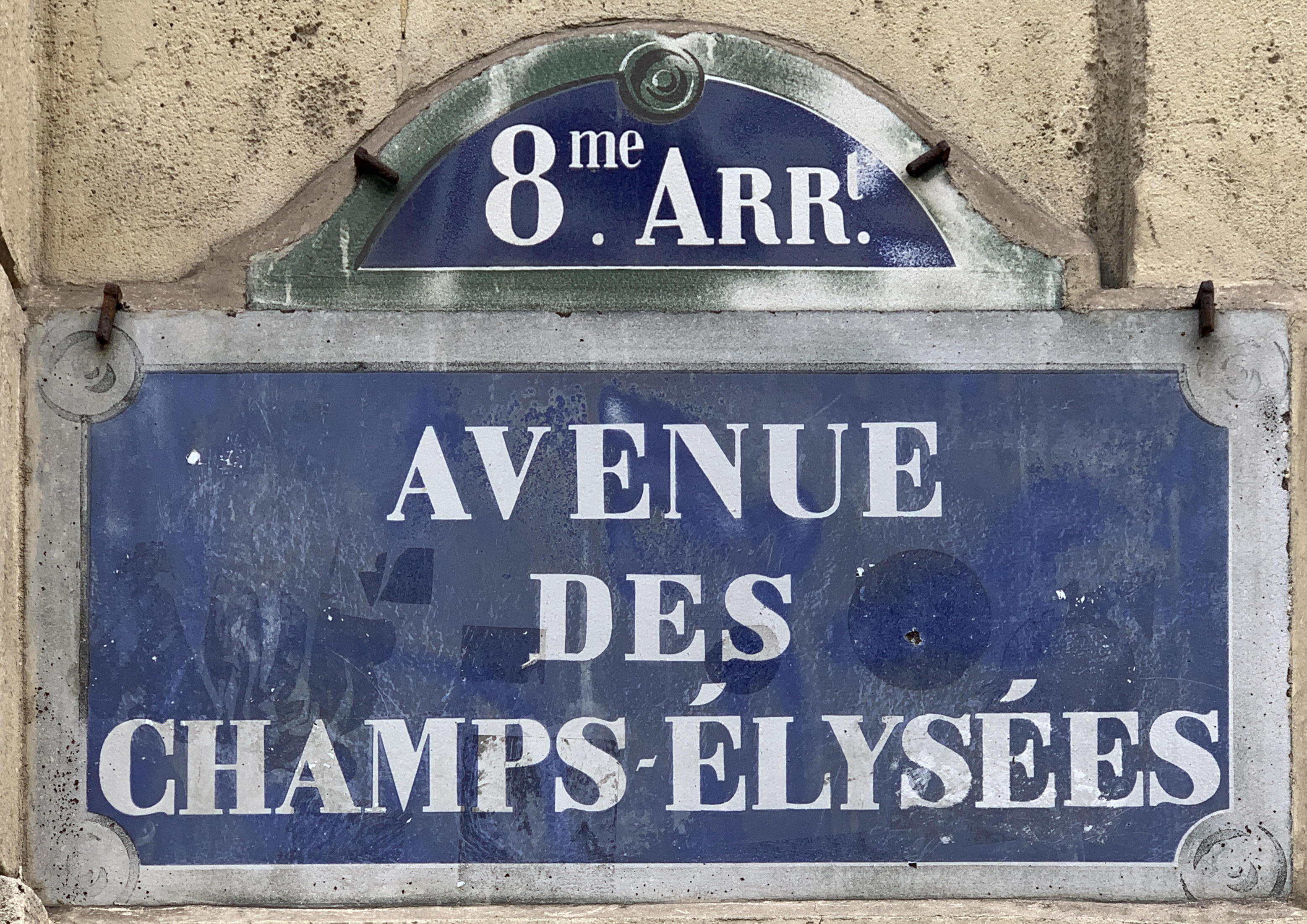
Przedwojenna tablica z nazwą ulicy.
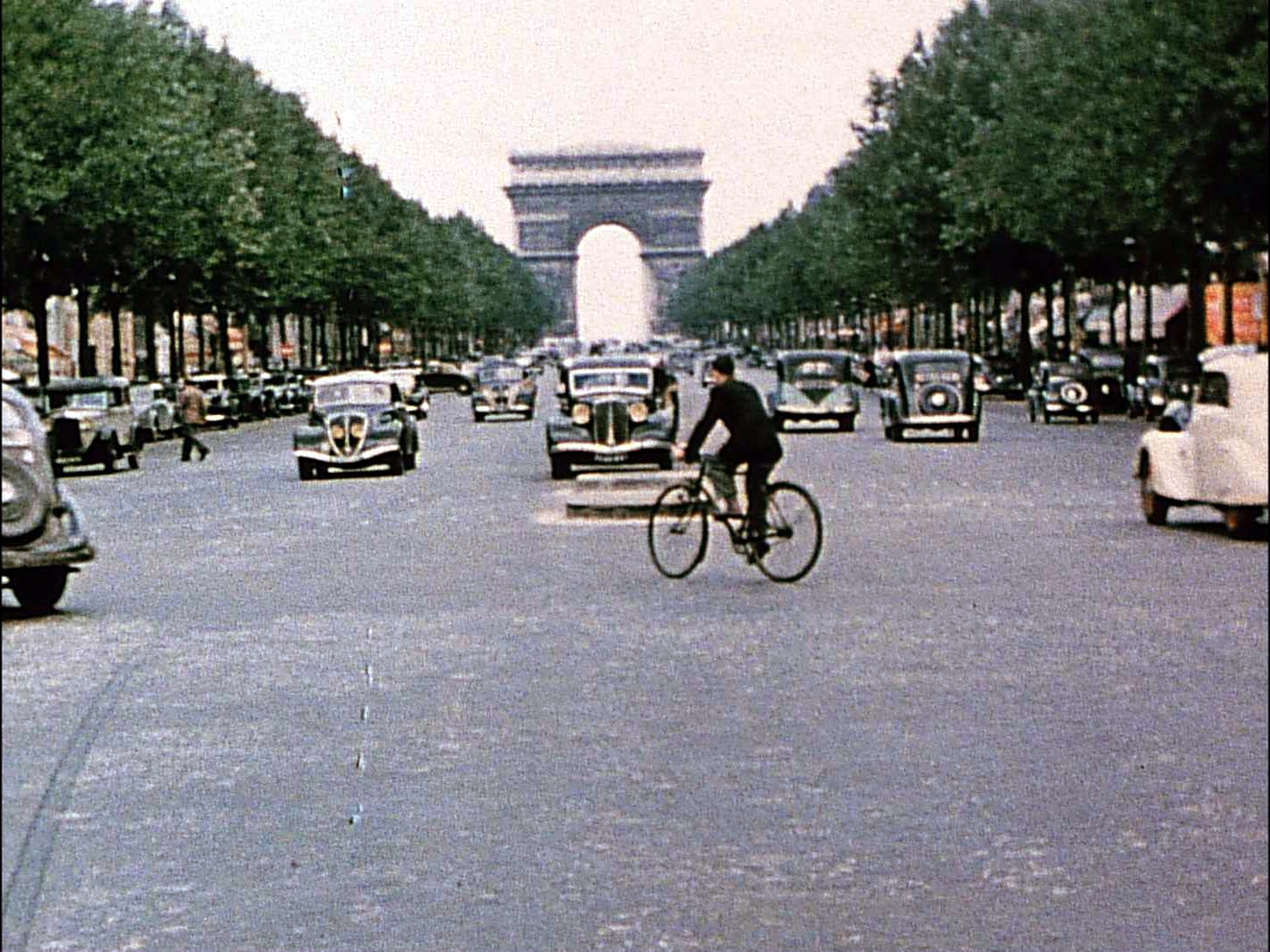
Ulica w 1939.
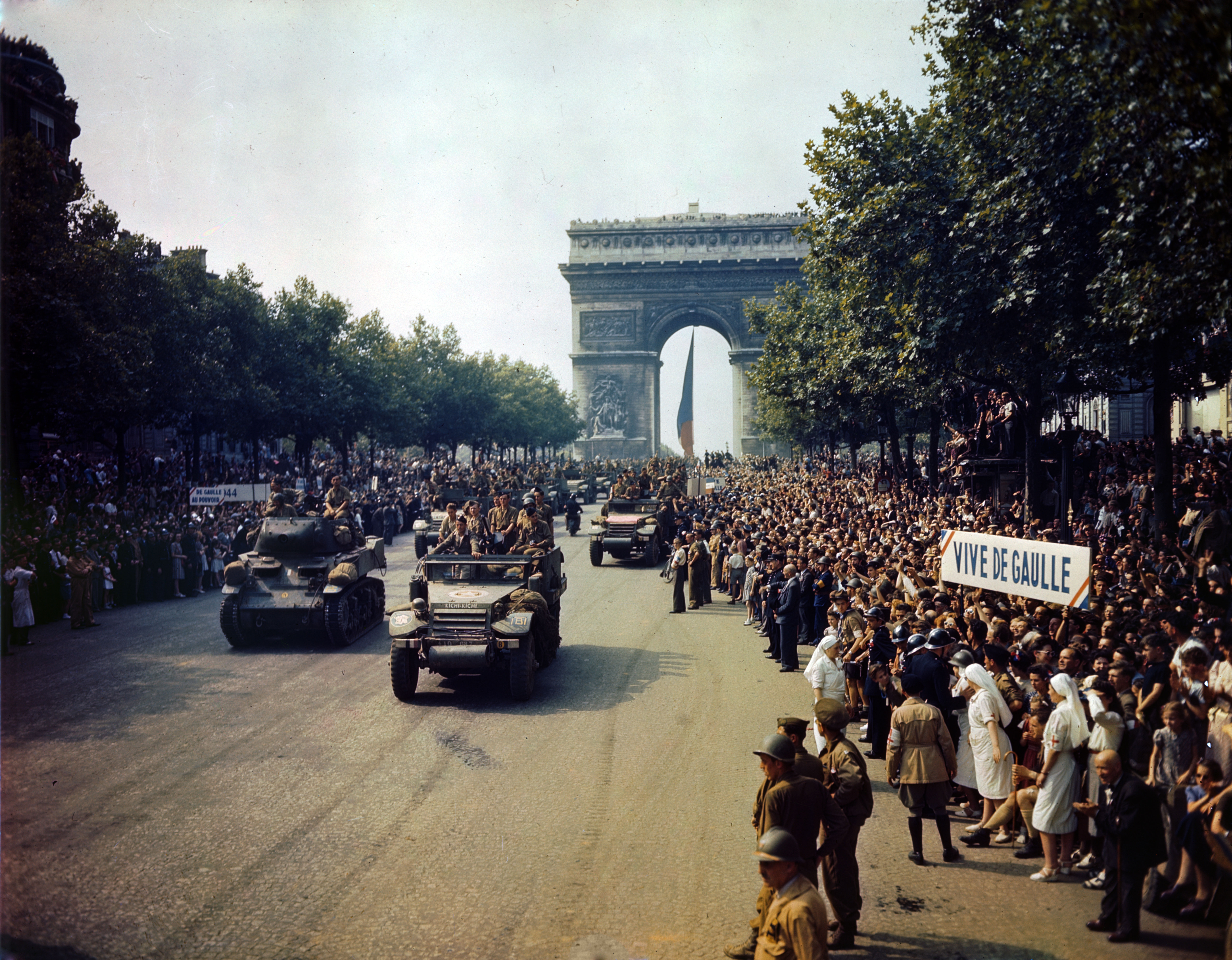
Defilada amerykańsko-francuska po wyzwoleniu Paryża, sierpień 1944.
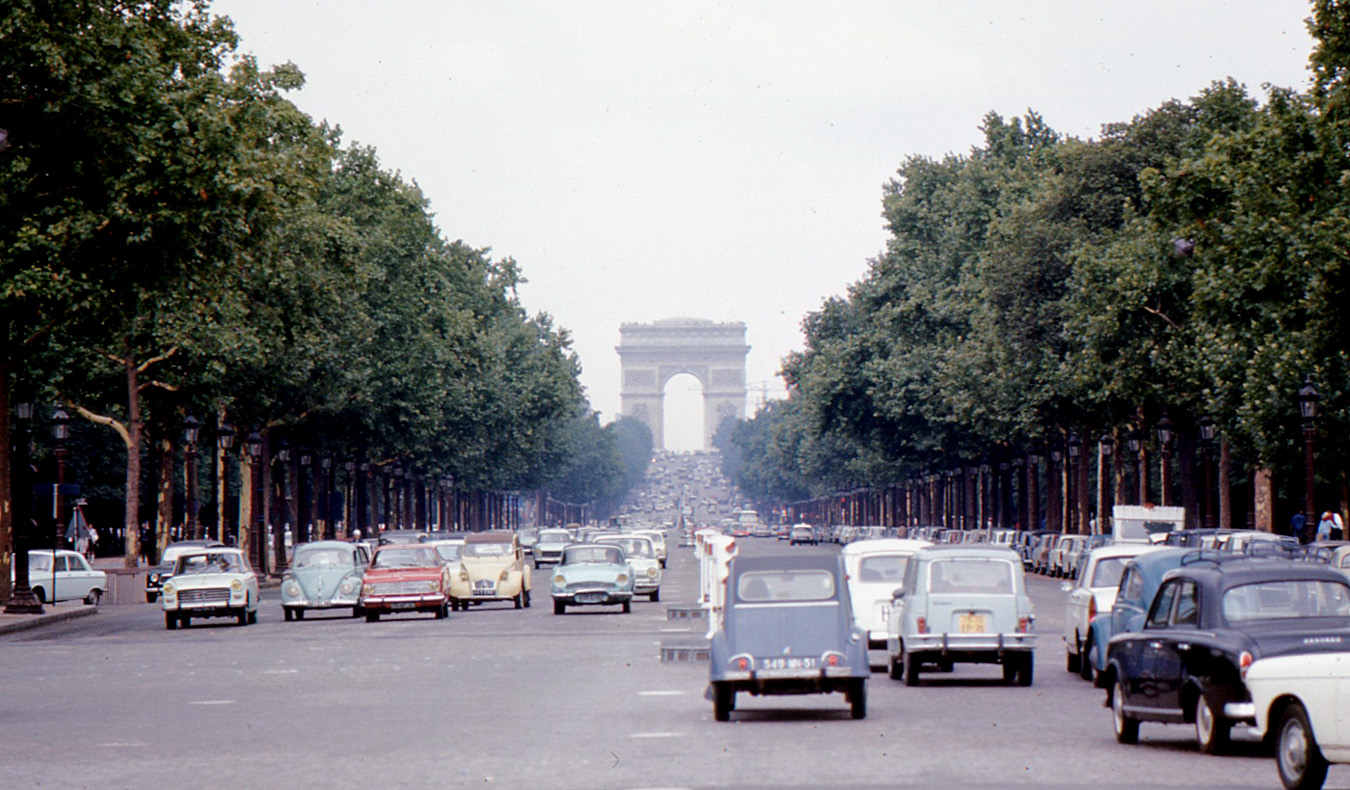
Ulica w 1968.
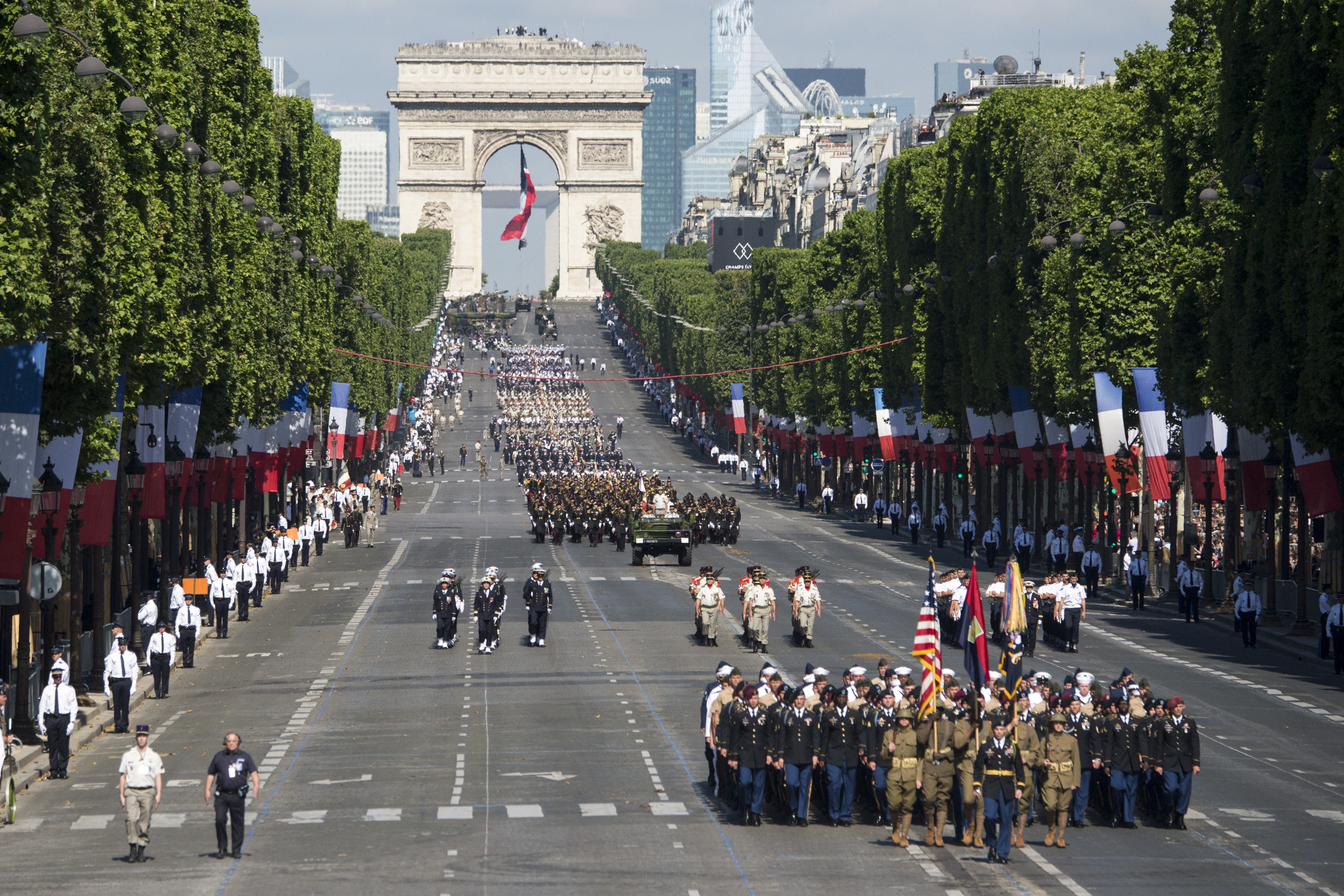
Parada wojskowa podczas święta narodowego w 2017.
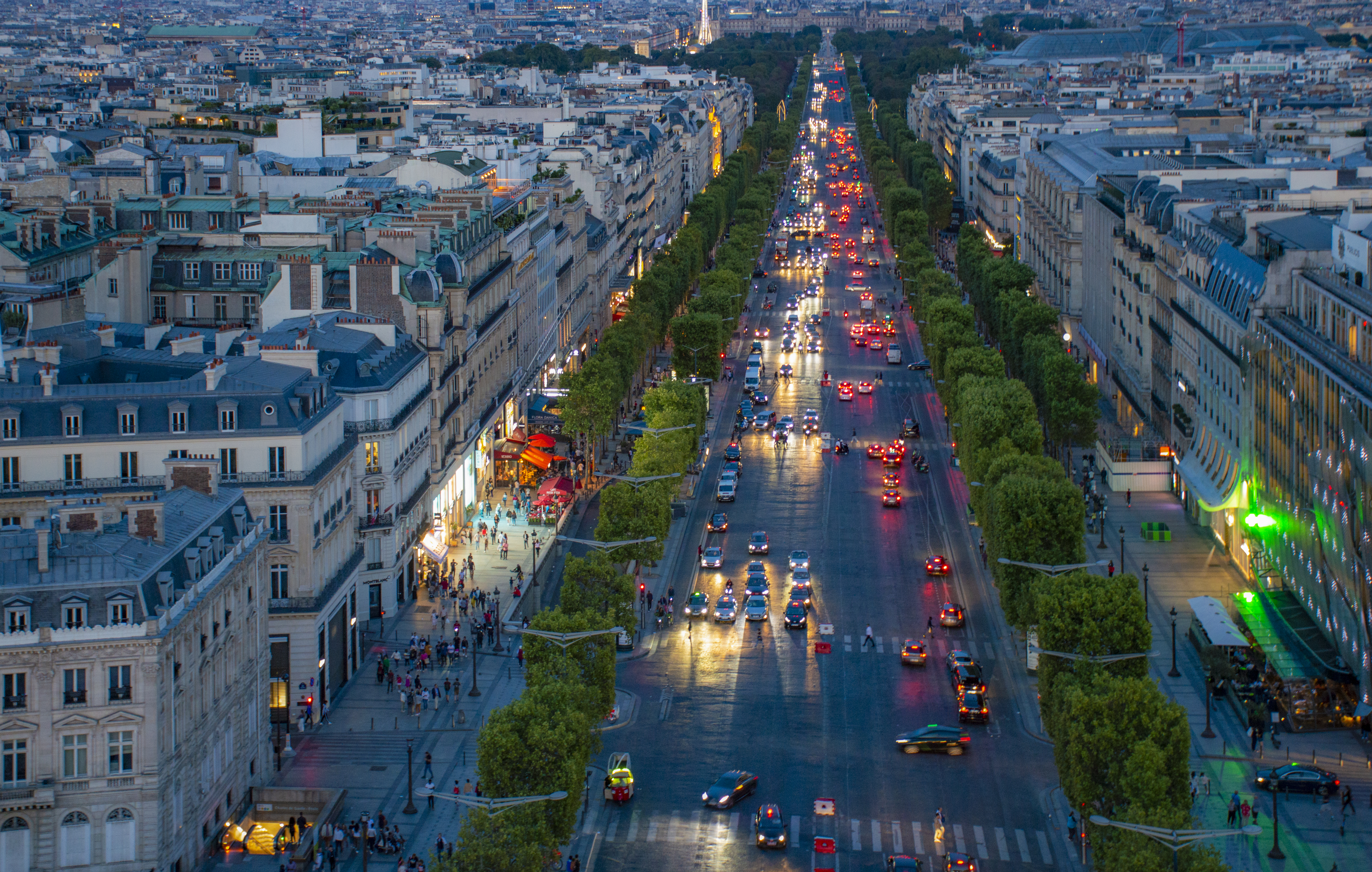
Ulica nocą w 2019.